# 柴田幸子
柴田 幸子（しばた さちこ、1970年1月6日 - ）は、京都府を拠点に活動していた元ローカルタレント、幸せエナジーセラピスト、粘土作家。
オフィスキイワードに所属していた。京都市在住。身長164cm。既婚、2男あり。別名sacha。

## 人物
父の赴任先であるタイ・バンコクで生まれる。姉2人。その後、ドイツハンブルクに移り6歳まで過す。以降、結婚まで奈良に住まう。京都女子高校、京都女子大学文学部国文学科卒業。
趣味は雑貨製作。1歳上の夫との間に、2男あり。南かおりは京都女子高校の同級生。
sachaという名前でぬいぐるみ教室「ざっくり作ってnaturalかわいい　ぶきっちょさんの楽しむぬいぐるみ講座」の講師をしたり、3つのネットショップ「hotto」「こぐま製作所」「梛の森」をやっている。2012年4月25日、鞍馬口駅近くに「こぐま舎」オープン。
桂塩鯛のサークルタウン終了と共に引退。

## 過去の出演番組
＊fm Osaka Boom box liveアシスタント
＊kiss fm 他
＊和歌山放送　Sunday music express　爆裂スクランブル他
KBS京都ラジオ
- 桂塩鯛のサークルタウン（毎週土曜日 8:30 - 11:55、アシスタント）桂都丸、桂吉弥、桂まん我と共演
- 大塩玉三郎の乱乱乱（1995年）　-この番組で大野実と初めて会う
- 大野実の夢の応援団（毎週金曜日 24:00～24:30、大野実と共演）

＊ほっかほっか亭　奈良健康ランドCMナレーション
他

## 関連人物
- 桂塩鯛 (4代目)
- 桂吉弥
- 大野実
- 南かおり